# Zenn Motor Company

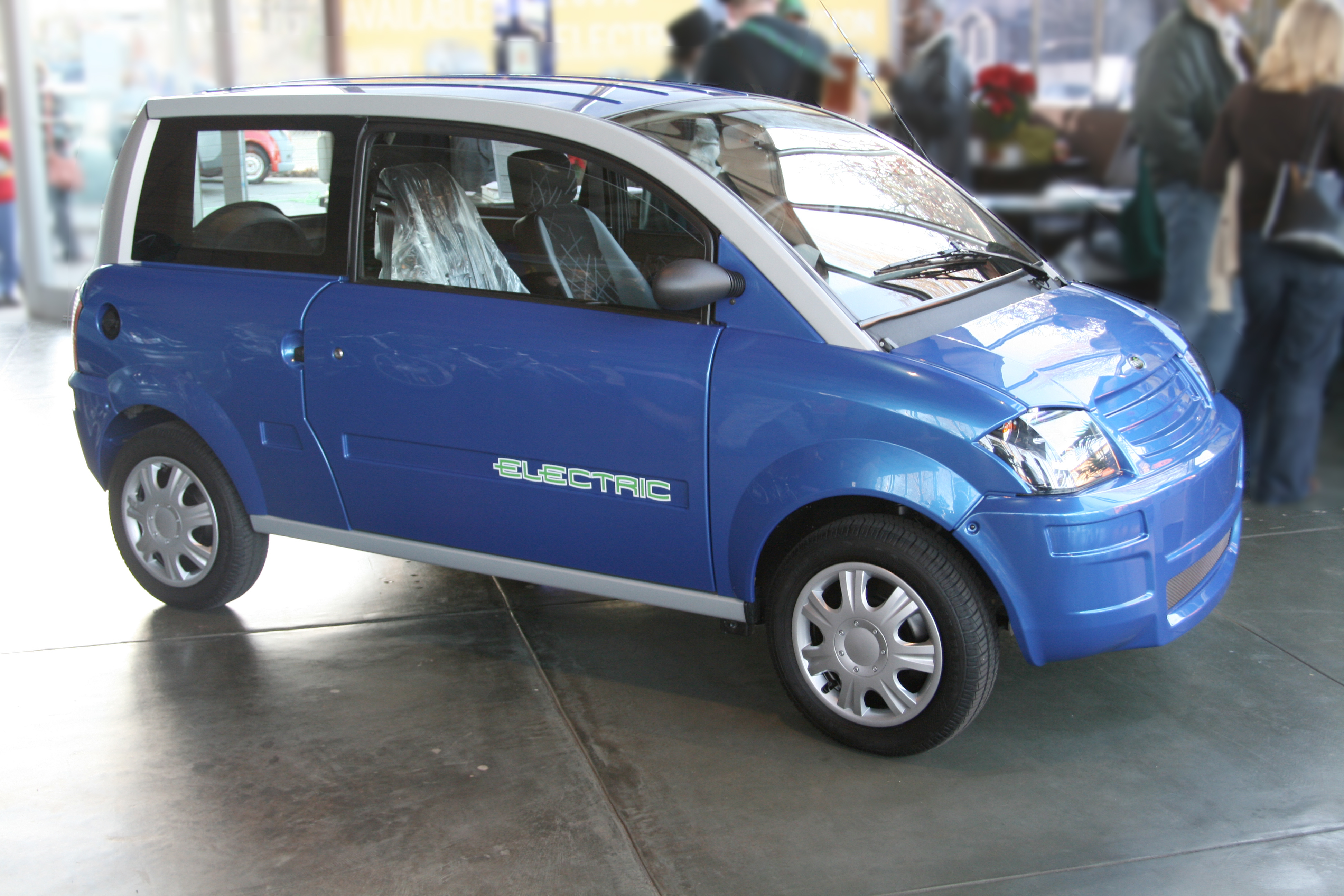
Elbilen ZENN är ett av företagets mest kända bilar.

ZENN Motor Company (Zero Emission, No Noise) är ett kanadensiskt företag som tillverkar små elbilar. Ursprungligen tillverkade företaget enbart små elbilar som var tänkta att användas i närområdet. Detta skulle sedan användas som en språngbräda för att slutligen kunna tillverka elbilar som var så pass kraftiga att de skulle kunna färdas på motorväg.